# 유럽 태권도 선수권 대회
유럽 태권도 선수권 대회(영어: European Taekwondo Championships)은 유럽 태권도 연맹에서 주관으로 개최 중인 국가 대항 태권도 대회이다. 유럽 태권도 연맹이 창설된 원년인 1976년에 스페인 바르셀로나에서 초대 대회가 열렸다.